# Кропивнянський полк
Кропивнянський полк — один із адміністративно-територіальних козацьких полків України у середині XVII століття.
Створений 1649 року.
Полковий центр — Кропивна (нині село Золотоніського району Черкаської області).
Певний час до нього входили 14 сотень: Городиська, Журавська, три Іркліївські, Кропивнянська, Денезька (Деньгівська, Демська), Куріньська, Оржицька, дві Пирятинські, дві Чернушинські, Яблонівська.
Єдиним полковником за весь час був Филон Джалалій, хоча згадується в 1658—1659 роках також полковник Павло Швець-Омелянович.
Проіснував до 1658 року, коли його територію було розподілено між Лубенським і Переяславським полками.

## Історична спадщина
На місці стоянки полку біля с. Кропивна створено геологічну пам'ятку природи Городище.